# Когалым (аэропорт)
Аэропорт «Когалым» — гражданский аэропорт города Когалым. Расположен в 6,5 км южнее Когалыма.
Имел статус международного с 27.12.1995 года по 30.04.2011 года.

## Принимаемые типыВС
Ан-12, Ан-24, Ан-26, Ан-28, Ан-30, Ан-32, Ан-72, Ан-74, Ан-124, Ан-140, Ан-148, Ил-76,Ту-134, Ту-154, Ту-204, Ту-214, Як-40, Як-42, Airbus A319, Airbus A320, ATR 42, ATR 72, Boeing 737, Boeing 757, Bombardier CRJ 100/200, Sukhoi Superjet 100, Cessna 208, и все более лёгкие, вертолёты всех типов. Классификационное число ВПП (PCN) 25/R/A/X/T-лето, 35/R/A/X/T-зима.

## Показатели деятельности
| год             | 2014  | 2015  | 2016  | 2017  | 2018  | 2019  | 2020  | 2021  |
| тыс. пассажиров | 131,7 | 119,1 | 117,6 | 127,4 | 136,1 | 136,0 | 69,63 | 94,08 |
| Источники:      |       |       |       |       |       |       |       |       |

## Авиакомпании и пункты назначения
По состоянию на февраль 2025 года аэропорт Когалым обслуживает рейсы следующих авиакомпаний:
| Авиакомпания | Пункты назначения                                                     |
| ------------ | --------------------------------------------------------------------- |
| Utair        | Москва (Внуково), Пермь, Тюмень, Уфа, Вахтовые: Самара (Курумоч), Уфа |
| Ижавиа       | Вахтовые: Ижевск                                                      |
| КрасАвиа     | Вахтовые: Уфа                                                         |
| ЮВТ Аэро     | Вахтовые: Уфа                                                         |

## Как добраться
Из города в аэропорт следует автобусный маршрут № 7. Перевозчик - ИП Шахбазов Ф.Т.о.